# Терцио
Терцио (шп. tercio español) или шпанска кара (енгл. spanish square) је шпанска пешадијска формација, која је доминирала европским бојиштима у 16. и првој половини 17. века. Формација је добила назив (шп. tercio - трећина) јер се у почетку састојала од 1/3 копљаника, 1/3 аркебузира (касније мускетара) и 1/3 војника са мачем и штитом (шп. Rodeleros). Број мачевалаца је постепено смањиван, све док у 17. веку терцио није спао на 1/2 копљаника и 1/2 мускетара. Настала у Шпанији, ова формација се током 16. века раширила на друге земље, највише у оквиру Светог римског царства.

## Историја
Већ у 16. веку вођење ратова прелази у руке владара јер појединац није у стању да сноси огромне трошкове које захтева издржавање војске. У француској и турској војсци, најважнији део армије је коњица. Коњи се, због велике потражње, одузимају сељацима због чега пропада пољопривреда. Шпанска пешадијска формација терцио створена је за борбу пешадије против коњаника. Састоји се од копљаника и војника наоружаних мушкетама. Копља дуга до 6 м сакупљају се у формацију квадрата који се полако креће. Мушкети иду испред њих, једнаки по броју, пуцају у ходу и повлаче се да напуне пушке. Осам редова мушкета може да одржи сталну ватру. Иако непрецизни и спори, мушкети пробијају оклоп. Терцио не захтева искусне и добре стрелце, већ само снажне људе; њихов недостатак су велики људски губици и спорост. Велика предност ове формације у 16. веку било је ефикасно садејство између тешке и лаке пешадије, и надмоћ пешадије над коњицом, какво на европским бојиштима није виђено од пада римског царства.
Као одговор на терцио уведена је покретљивија формација, чији је творац Морис Насавски. Он развија линијску формацију малих јединица способних за брзе маневре и одлично увежбаних. Редови копљаника широки су 50, а дубоки 5 редова, имају мушкете на оба крила. Трупе Мориса Насавског, које постају модел за армије других протестантских земаља, избегавају велике сударе.

## Тактика
Препород пешадије у новом веку био је условљен стварањем дисциплинованих пешадијских формација - кара: збијених, четвртастих стројева пешадије наоружане дугим копљима и хелебардама, који су могли да се одупру тешкој коњици (витезовима) на отвореном пољу. Каре је у борби прва применила швајцарска пешадија у бици код Лаупена (1339), а од њих је у 15. веку прихватају Бургунђани, ландскнехти и Шпанци, који швајцарској кари, наоружаној само хладним оружјем, додају стрелце наоружане ватреним оружјем - аркебузама и мускетама.
У 16. веку Шпанци смањују величину каре, делећи пешадију на 3 велике групе назване терцио (трећина), које имају пуну кару копљаника, са 40-50 људи по фронту и дубини (160-250 људи), и мускетаре на угловима. У пуној кари стрелци су на угловима каре копљаника образовали своје мале каре и дејствовали караколирањем. У то доба јављају се још два назива за кару - аритметички и геометријски квадрат. Аритметички квадрат имао је већу дубину од ширине, а примењивао се у покрету у близини непријатеља. Геометријски квадрат имао је једнаке стране, а примењиван је у борби.
Даљи развој ватреног оружја и повећање броја стрелаца наметнули су нове врсте борбеног поретка. Крајем 16. века уместо каре почиње да се примењује линијски борбени поредак, чији су први облици низоземска и шведска бригада. У биткама код Брајтенфелда (1631) и Лицена (1632) пуна шпанска кара доживљава коначан слом.